# Confederação Nacional da Indústria

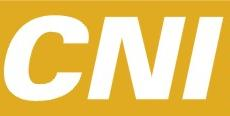
Logo der Confederação Nacional da Indústria (CNI).

Confederação Nacional da Indústria (CNI) ist der Dachverband der brasilianischen Industrie mit Sitz in Brasília.
Er wurde am 12. August 1938 gegründet, in ihm sind 27 Industrieverbände der brasilianischen Bundesstaaten und des Bundesdistrikts vertreten, denen wiederum 1.250 Unternehmerverbände (Stand 2018) angeschlossen sind. Über seine Berufsbildungs- und Weiterbildungswerke Serviço Nacional de Aprendizagem Industrial (SENAI), Serviço Social da Indústria (SESI) und das Instituto Euvaldo Lodi (IEL) spielt der Industrieverband auch eine wichtige Rolle in der beruflichen Bildung. Zu seinen Aufgaben gehört darüber hinaus die Pflege internationaler Wirtschaftsbeziehungen.
Präsident ist seit 2010 der Maschinenbauunternehmer Robson Braga de Andrade.

## Mitglieder
- Federação das Indústrias do Estado do Acre (FIEAC)
- Federação das Indústrias do Estado de Alagoas (FIEA)
- Federação das Indústrias do Estado do Amazonas (FIEAM)
- Federação das Indústrias do Estado do Amapá (FIEAP)
- Federação das Indústrias do Estado da Bahia (FIEB)
- Federação das Indústrias do Estado do Ceará (FIEC)
- Federação das Indústrias do Distrito Federal (Fibra)
- Federação das Indústrias do Estado do Espírito Santo (Findes)
- Federação das Indústrias do Estado de Goiás (FIEG)
- Federação das Indústrias do Estado do Maranhão (FIEMA)
- Federação das Indústrias do Estado de Minas Gerais (FIEMG)
- Federação das Indústrias do Estado de Mato Grosso do Sul (FIEMS)
- Federação das Indústrias do Estado de Mato Grosso (FIEMT)
- Federação das Indústrias do Estado do Pará (FIEPA)
- Federação das Indústrias do Estado da Paraíba (FIEPB)
- Federação das Indústrias do Estado de Pernambuco (FIEPE)
- Federação das Indústrias do Estado do Piauí (FIEPI)
- Federação das Indústrias do Estado do Paraná (FIEPR)
- Federação das Indústrias do Estado do Rio de Janeiro (FIRJAN)
- Federação das Indústrias do Estado do Rio Grande do Norte (FIERN)
- Federação das Indústrias do Estado de Rondônia (FIERO)
- Federação das Indústrias do Estado de Roraima (FIER)
- Federação das Indústrias do Estado do Rio Grande do Sul (Fiergs)
- Federação das Indústrias do Estado de Santa Catarina (FIESC)
- Federação das Indústrias do Estado de Sergipe (FIES)
- Federação das Indústrias do Estado de São Paulo (FIESP)
- Federação das Indústrias do Estado do Tocantins (FIETO)